# Seslerieae
Seslerieae é uma tribo da subfamília Pooideae.

## Gêneros
Echinaria, Oreochloa, Psilathera, Sesleria, Sesleriella